# Thyene chopardi
Thyene chopardi es una especie de araña saltarina del género Thyene, familia Salticidae. Fue descrita científicamente por Berland & Millot en 1941.
Habita en Níger.